# Stade du 5-Juillet-1962 (Hadjout)
Ne doit pas être confondu avec Stade du 5-Juillet-1962.
Le Stade du 5-Juillet-1962 (en arabe : ملعب 5 يوليو 1962) est un stade de football situé dans la ville algérienne d'Hadjout. Il fait office de stade d'entrainement du club résident: l’Union Sportive Machaal Madinet Hadjout.